# Ovolina
Ovolina es un género de foraminífero bentónico de estatus incierto, aunque considerado un sinónimo posterior de Lagena de la familia Lagenidae, de la superfamilia Nodosarioidea, del suborden Lagenina y del orden Lagenida. Su especie-tipo era Oolina fusiformis. Su rango cronoestratigráfico abarcaba el Liásico (Jurásico inferior).

## Clasificación
Ovolina incluía a las siguientes especies:
- Ovolina fusiformis †